# Správní obvod obce s rozšířenou působností Mohelnice
Správní obvod obce s rozšířenou působností Mohelnice je od 1. ledna 2003 jedním ze tří správních obvodů rozšířené působnosti obcí v okrese Šumperk v Olomouckém kraji. Čítá 14 obcí.
Město Mohelnice je zároveň obcí s pověřeným obecním úřadem, přičemž oba správní obvody jsou územně totožné.

## Seznam obcí
Poznámka: Města jsou vyznačena tučně.
- Klopina
- Krchleby
- Líšnice
- Loštice
- Maletín
- Mírov
- Mohelnice
- Moravičany
- Palonín
- Pavlov
- Police
- Stavenice
- Třeština
- Úsov

## Obyvatelstvo
| Rok  | Obyv.  | ± %    |
| ---- | ------ | ------ |
| 1869 | 23 307 | —      |
| 1880 | 24 234 | +4 %   |
| 1890 | 23 142 | −4,5 % |
| 1900 | 21 865 | −5,5 % |
| 1910 | 21 498 | −1,7 % |

| Rok  | Obyv.  | ± %    |
| ---- | ------ | ------ |
| 1921 | 21 688 | +0,9 % |
| 1930 | 20 537 | −5,3 % |
| 1950 | 15 617 | −24 %  |
| 1961 | 16 443 | +5,3 % |
| 1970 | 16 916 | +2,9 % |

| Rok  | Obyv.  | ± %    |
| ---- | ------ | ------ |
| 1980 | 17 888 | +5,7 % |
| 1991 | 18 444 | +3,1 % |
| 2001 | 18 825 | +2,1 % |
| 2011 | 18 671 | −0,8 % |
| 2021 | 18 313 | −1,9 % |